# Samuel Hasselhorn
Samuel Hasselhorn (Göttingen, 15 mei 1990) is een Duitse klassiek geschoolde zanger. Hasselhorn heeft een baritonzangstem. Hij is winnaar van de Koningin Elisabethwedstrijd (2018).

## Biografie
Samuel Hasselhorn studeerde in Hannover aan de Hochschule für Musik, Theater und Medien bij Marina Sandel en Jan-Philip Schulze en aan het Conservatoire national supérieur de musique et de danse de Paris bij Malcolm Walker,  Susan Manoff, Anne Le Bozec en Jeff Cohen. Hij perfectioneerde zich met meesterklassen bij onder andere Kiri Te Kanawa, Thomas Quasthoff en Helen Donath.
In opera vertolkte hij onder meer de rollen van Herr Fluth in Die lustigen Weiber von Windsor van Otto Nicolai, Guglielmo in Così fan tutte van Mozart, Aeneas in Dido and Aeneas van Henry Purcell, Masetto in Don Giovanni van Mozart en de hoofdrol in Der Kaiser von Atlantis oder Die Tod-Verweigerung van Viktor Ullmann.
Sinds augustus 2018 is hij als zanger verbonden aan de Weense Staatsopera.

## Discografie
- December 2014: Nachtblicke, met liederen van Schubert, Pfitzner en Reimann (GWK Records)
- September 2018: Dictherliebe, met o.a. muziek van Schumann (GWK Records)
- September 2020: Stille Liebe, met muziek van Schumann (Harmonia Mundi)

## Prijzen en erkentelijkheden
- Eerste laureaat worden bij de Internationalen Schubert Wettbewerbs 2013 in Dortmund, samen met pianist Takako Miyazaki. Het duo trad in 2015 met hun debuutrecital op in deSingel (Antwerpen).

- Eerste laureaat bij de Young Concert Artists Auditions 2015 in New York
- Eerste laureaat van de „Das Lied International Song Competition“ 2017 in Heidelberg
- Eerste laureaat van de Emmerich Smola Preises „SWR Junge Opernstars“ 2018
- Winnaar van de internationale muziekwedstrijd Koningin Elisabeth voor zang 2018 op 12 mei 2018. De jury onder leiding van Arie Van Lysebeth bekroonde hem op basis van zijn prestaties tijdens de finale waarbij hij werk bracht van Mahler, Mendelssohn en Verdi. Bij de prijs hoort een geldbedrag van 25.000 euro; daarnaast won hij een bijzondere prijs van € 15.000.[1][2]

- Gemeinsame Normdatei: 1065850123
- International Standard Name Identifier: 0000 0004 4524 9184
- Library of Congress Control Number: no2021026467
- MusicBrainz: 1c0daf27-f72c-4ca1-b6b7-3d4eb42df1cc
- Système universitaire de documentation: 261024620
- Virtual International Authority File: 313456762
- WorldCat: E39PBJh8TDFWJxPyqr7vGmqJDq